# 9445 Charpentier
9445 Charpentier este un asteroid din centura principală de asteroizi.

## Descriere
9445 Charpentier este un asteroid din centura principală de asteroizi. A fost descoperit pe 8 mai 1997 la Prescott de Paul G. Comba. Asteroidul prezintă o orbită caracterizată de o semiaxă mare de 2,34 ua, o excentricitate de 0,13 și o înclinație de 2,1° în raport cu ecliptica.